# Blitterswijck
Blitterswijck est un village néerlandais situé dans la commune de Venray, dans la province du Limbourg néerlandais. Le 1er janvier 2007, le village comptait 1 020 habitants.